# SN 2009cw
SN 2009cw – supernowa typu IIn odkryta 28 marca 2009 roku w galaktyce A150501+4840. W momencie odkrycia miała maksymalną jasność 20,30m.